# Баланчук Юрій Володимирович
Ю́рій Володи́мирович Баланчу́к (1987—2023) — український військовослужбовець, сержант, учасник російсько-української війни. Герой України (посмертно).

## Життєпис
Народився 9 вересня 1987 року в Києві. З перших днів повномасштабного російського вторгнення доєднався до лав територіальної оборони, обороняв столицю. 18 січня 2023 року перевівся до підрозділу ГУР МОУ «Артан». Разом із побратимами брав участь у поверненні під контроль України бурових вишок «Таврида» та «Петро Годованець» у Чорному морі. У жовтні 2023 року брав участь у спецоперації в окупованому Криму. Загинув 4 жовтня 2023 року.

## Нагороди
- Звання Герой України з удостоєнням ордена «Золота Зірка» (2025, посмертно)[3][4].
- Відзнака Президента України «За оборону України»[5].